# Rhyncomya peusi
Rhyncomya peusi är en tvåvingeart som först beskrevs av Zumpt 1956.  Rhyncomya peusi ingår i släktet Rhyncomya och familjen Rhiniidae. Inga underarter finns listade i Catalogue of Life.